# Rayol-Canadel-sur-Mer
Rayol-Canadel-sur-Mer település Franciaországban, Var megyében. Lakosainak száma 644 fő (2022. január 1.). Rayol-Canadel-sur-Mer Cavalaire-sur-Mer, Le Lavandou és La Môle községekkel határos.

## Népesség
A település népessége az elmúlt években az alábbi módon változott:
| Lakosok száma | 717  | 721  | 729  | 711  | 689  | 667  | 646  | 644  | 644  |
|               | 2013 | 2015 | 2016 | 2017 | 2018 | 2019 | 2020 | 2021 | 2022 |